# Шама чорна
Ша́ма чорна (Copsychus niger) — вид горобцеподібних птахів родини мухоловкових (Muscicapidae). Ендемік Філіппін.

## Опис
Довжина птаха становить 18-21 см, враховуючи довгий, клиноподібний хвіст. Забарвлення повністю чорне, блискуче, за винятком білих нижніх покривних пер хвоста і чотирьох крайніх стернових пер. Дзьоб і лапи чорні. У молодих птахів верхня частина тіла синювато-чорна, тім'я і плечі поцятковані охристими плямками, пера на крилах мають іржасто-коричневі краї і кінчики. Підборіддя, горло і груди іжасто-охристі, поцятковані темно-коричневими плямками, живіт темно-коричневий, гузка білувата, боки іржасто-охристі.

## Поширення і екологія
Чорні шами мешкають на островах Балабак, Бусуанга, Куліон, Бантак і Палаван. Вони живуть у вологих рівнинних тропічних лісах, на узліссях і в чагарникових заростях.